# 朝鲜民主主义人民共和国最高检察所
朝鲜民主主义人民共和国最高检察所是朝鲜民主主义人民共和国的最高检察机关，曾名爲「朝鮮民主主義人民共和國中央檢查所」。北韓最高檢查所对最高人民会议负责，並進行领导检察工作與任命检察员的工作，现任所长为金明吉。

## 角色
朝鲜民主主义人民共和国最高检察所是朝鲜民主主义人民共和国的最高检察机关。最高检察所对最高人民会议负责。

## 职责
- 领导检察工作，指挥下级检察院；[3]
- 任免检察员；[3]
- 监察国家机关、企业、团体和公民是否严格遵守国家法律；[3]
- 监察国家机关的决议和指示是否同宪法，最高人民会议法令和决议，朝鲜民主主义人民共和国国务委员会委员长命令，国务委员会决议和指示，最高人民会议常任委员会政令、决议和指示，内阁决议和指示相抵触；[3]
- 揭发违法犯罪分子，追究其法律责任，以保护朝鲜民主主义人民共和国的政权和社会主义制度、国家及社会团体与合作社的财产以及宪法赋予人民的权利和人民的生命财产。[3]

## 组织
设置所长一名。若干检察员。所长由最高人民会议任命，任期5年。

## 人员
现任所长为金明吉（2017年4月任职），曾在2018年3月12日出访古巴。

### 曾任所长
- 张炳奎，2014年4月9日第13届朝鲜最高人民会议第一次会议任命[6]，曾在2015年12月3日访问越南。[7]
- 李吉松，2003年9月任职。[8]
- 韩相奎，曾在1991年5月访问上海市。[9]
- 崔永林，2010年成为内阁总理。[10]

### 曾任副所长
- 李铁（李哲[11]），曾在2013年10月访问北京市。[12]
- 崔仁鹤，曾在2009年6月29日访问天津市。[13]
- 金昌旭，曾在1989年9月访问上海市。[9]

## 事件
曾在2017年参与宣布判决判决朴槿惠极刑。